# Catopsis wawreana
Espèce
Catopsis wawreana est une espèce de plantes à fleurs de la famille des Bromeliaceae, présente dans les régions tropicales au Mexique et en Amérique centrale.

## Distribution
L'espèce est présente particulièrement au Mexique (États d'Oaxaca et de Veracruz) et en Amérique centrale, au Belize.

## Description
L'espèce est épiphyte.